# Чемпіонат світу з футболу 2018 (кваліфікаційний раунд)
Відбірковий турнір Чемпіонату світу з футболу 2018 визначить 31 з 32 учасників фінальної частини Чемпіонату світу, яка пройде в Росії. Команда країни-господарки чемпіонату автоматично потрапила у фінальний турнір. 
Вперше в історії заявки на участь у відбірковому турнірі дали всі 208 членів ФІФА (не рахуючи Росії). Цей турнір буде дебютним для збірних Бутану та Південного Судану. Команда Зімбабве була дискваліфікована після подачі заявки через недотримання умов контракту з колишнім головним тренером і має намір оскаржити таке рішення ФІФА.
Розподіл місць у фінальній частині чемпіонату між регіональними конфедераціями буде обговорюватися Виконавчим комітетом ФІФА 30 травня 2015.
Основне жеребкування турніру пройде в Санкт-Петербурзі 25 липня 2015 року, однак в азійській та північноамериканській зонах турнір вже почався. Перші матчі відбіркового турніру пройшли 12 березня 2015 року в зоні АФК.

## Кваліфіковані збірні

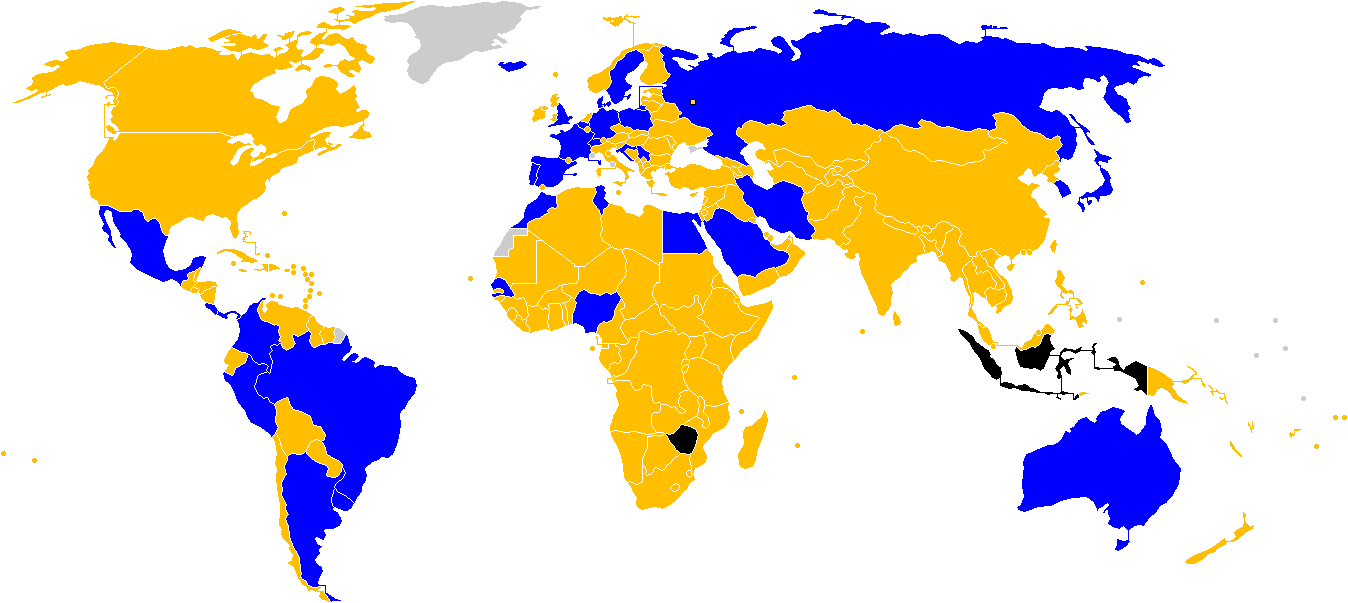
Команда вийшла у фінальний турнір
Команда може вийти у фінальний турнір
Команда втратила шанси кваліфікуватися
Команда не пройшла кваліфікацію
Країна не подала заявку на участь
Країна не входить у ФІФА

| Команда           | Метод кваліфікації                            | Дата кваліфікації | Участь у фін. стад. | Востаннє | Найкращий результат                    | Рейтинг ФІФА |
| ----------------- | --------------------------------------------- | ----------------- | ------------------- | -------- | -------------------------------------- | ------------ |
| Росія             | Господар                                      | 2 грудня 2010     | 4                   | 2014     | Груповий етап (1994, 2002, 2014)       | 65           |
| Бразилія          | Перше місце південноамериканського відбору    | 28 березня 2017   | 21                  | 2014     | Чемпіон (1958, 1962, 1970, 1994, 2002) | 2            |
| Іран              | Переможець групи А азійського відбору         | 12 червня 2017    | 5                   | 2014     | Груповий етап (1978, 1998, 2006, 2014) | 34           |
| Японія            | Переможець групи B азійського відбору         | 31 серпня 2017    | 6                   | 2014     | 1/8 фіналу (2002, 2010)                | 44           |
| Мексика           | Перше місце північноамериканського відбору    | 1 вересня 2017    | 16                  | 2014     | 1/4 фіналу (1970, 1986)                | 16           |
| Бельгія           | Переможець групи H європейського відбору      | 3 вересня 2017    | 13                  | 2014     | 4-е місце (1986)                       | 5            |
| Південна Корея    | Друге місце групи А азійського відбору        | 5 вересня 2017    | 10                  | 2014     | 4-е місце (2002)                       | 62           |
| Саудівська Аравія | Друге місце групи B азійського відбору        | 5 вересня 2017    | 5                   | 2006     | 1/8 фіналу (1994)                      | 63           |
| Німеччина         | Переможець групи C європейського відбору      | 5 жовтня 2017     | 18                  | 2014     | Чемпіон (1954, 1974, 1990, 2014)       | 1            |
| Англія            | Переможець групи F європейського відбору      | 5 жовтня 2017     | 14                  | 2014     | Чемпіон (1966)                         | 12           |
| Іспанія           | Переможець групи G європейського відбору      | 6 жовтня 2017     | 15                  | 2014     | Чемпіон (2010)                         | 8            |
| Нігерія           | Переможець групи B африканського відбору      | 7 жовтня 2017     | 6                   | 2014     | 1/8 фіналу (1994, 1998, 2014)          | 41           |
| Коста-Рика        | Друге місце північноамериканського відбору    | 7 жовтня 2017     | 5                   | 2014     | 1/4 фіналу (2014)                      | 22           |
| Польща            | Переможець групи E європейського відбору      | 8 жовтня 2017     | 8                   | 2006     | 3-є місце (1974, 1982)                 | 6            |
| Єгипет            | Переможець групи E африканського відбору      | 8 жовтня 2017     | 3                   | 1990     | Груповий етап (1934, 1990)             | 30           |
| Ісландія          | Переможець групи I європейського відбору      | 9 жовтня 2017     | дебют               | -        | -                                      | 21           |
| Сербія            | Переможець групи D європейського відбору      | 9 жовтня 2017     | 2                   | 2010     | Груповий етап (2010)                   | 38           |
| Португалія        | Переможець групи B європейського відбору      | 10 жовтня 2017    | 7                   | 2014     | 3-є місце (1966)                       | 3            |
| Франція           | Переможець групи A європейського відбору      | 10 жовтня 2017    | 15                  | 2014     | Чемпіон (1998)                         | 7            |
| Уругвай           | Друге місце південноамериканського відбору    | 11 жовтня 2017    | 13                  | 2014     | Чемпіон (1930, 1950)                   | 17           |
| Аргентина         | Третє місце південноамериканського відбору    | 11 жовтня 2017    | 17                  | 2014     | Чемпіон (1978, 1986)                   | 4            |
| Колумбія          | Четверте місце південноамериканського відбору | 10 жовтня 2017    | 6                   | 2014     | 1/4 фіналу (2014)                      | 13           |
| Панама            | Третє місце північноамериканського відбору    | 11 жовтня 2017    | дебют               | -        | -                                      | 49           |
| Сенегал           | Переможець групи D африканського відбору      | 10 листопада 2017 | 2                   | 2002     | 1/4 фіналу (2002)                      | 32           |
| Марокко           | Переможець групи C африканського відбору      | 11 листопада 2017 | 5                   | 1998     | 1/8 фіналу (1986)                      | 48           |
| Туніс             | Переможець групи A африканського відбору      | 11 листопада 2017 | 5                   | 2006     | Груповий етап (1978, 1998, 2002, 2006) | 28           |
| Швейцарія         | Переможець плей-оф європейського відбору      | 12 листопада 2017 | 10                  | 2014     | 1/4 фіналу (1934, 1938, 1954)          | 11           |
| Хорватія          | Переможець плей-оф європейського відбору      | 12 листопада 2017 | 4                   | 2014     | 3-є місце (1998)                       | 18           |
| Швеція            | Переможець плей-оф європейського відбору      | 13 листопада 2017 | 12                  | 2006     | 2-е місце (1958)                       | 25           |
| Данія             | Переможець плей-оф європейського відбору      | 14 листопада 2017 | 5                   | 2010     | 1/4 фіналу (1998)                      | 19           |
| Австралія         | Переможець міжконтинентального плей-оф        | 15 листопада 2017 | 5                   | 2014     | 1/8 фіналу (2006)                      | 43           |
| Перу              | Переможець міжконтинентального плей-оф        | 16 листопада 2017 | 5                   | 1982     | 1/4 фіналу (1970)                      | 10           |

## Розподіл квот між континентами
|              |                   |                           |                           |        |                 |                       |                          |                              |
| Конфедерація | Збірних на старті | Вийшли у фінальну частину | Зберігають шанси на вихід | Вибули | Незайняті місця | Всього місць у фіналі | Дата старту кваліфікації | Дата завершення кваліфікації |
| АФК          | 46                | 0                         | 40                        | 6      | 4 або 5         | 4 або 5               | 12 березня 2015          | 10 жовтня 2017               |
| КАФ          | 54                | 0                         | 53                        | 1      | 5               | 5                     | 5 жовтня 2015            | не визначено                 |
| КОНКАКАФ     | 35                | 0                         | 28                        | 7      | 3 або 4         | 3 або 4               | 23 березня 2015          | 10 жовтня 2017               |
| КОНМЕБОЛ     | 10                | 0                         | 10                        | 0      | 4 або 5         | 4 або 5               | 5 жовтня 2015            | 2017                         |
| ОФК          | 11                | 0                         | 11                        | 0      | 0 або 1         | 0 або 1               | 31 серпня 2015           | 15 листопада 2016            |
| УЄФА         | 52+1              | 0+1                       | 52                        | 0      | 13              | 13+1                  | вересень 2016            | листопад 2017                |
| Всього       | 208+1             | 0+1                       | 194                       | 14     | 31              | 31+1                  | 12 березня 2015          | не визначено                 |

## Плей-оф
Щоб пройти кваліфікацію до чемпіонату світу з футболу 2018, збірні з АФК, КОНКАКАФ, КОНМЕБОЛ та ОФК мають зіграти між собою матчі плей-оф.